# 19 mei 1956-stadion
Het 19 mei 1956 Stadion (Arabisch:ملعب 19 ماي) is een multifunctioneel stadion in Annaba, Algerije. Het stadion wordt meestal gebruikt voor voetbalwedstrijden. De voetbalclub USM Annaba gebruikt dit stadion voor haar thuiswedstrijden. In het stadion is plaats voor 56.000 toeschouwers.

## Internationale toernooien

### Afrikaans kampioenschap
In 1990 organiseerde Algerije de Afrika Cup. Er werden 2 stadions ingezet. Het 5 juli 1962 stadion en dit stadion. Naast de 6 groepswedstrijden werden er ook een halve finale, troostfinale en finale gespeeld. In de finale waren er 100.000 toeschouwers die Algerije kampioen zagen worden van de Afrika Cup. 
| № | Datum         | Wedstrijd          | Uitslag | Afrika Cup   | Toeschouwers |
| - | ------------- | ------------------ | ------- | ------------ | ------------ |
| 1 | 3 maart 1990  | Zambia – Kameroen  | 1 – 0   | Groepsfase   | 8.000        |
| 2 | 3 maart 1990  | Senegal – Kenia    | 0 – 0   | Groepsfase   | 8.000        |
| 3 | 6 maart 1990  | Zambia – Kenia     | 1 – 0   | Groepsfase   | 6.000        |
| 4 | 6 maart 1990  | Senegal – Kameroen | 2 – 0   | Groepsfase   | 12.000       |
| 5 | 9 maart 1990  | Zambia – Senegal   | 0 – 0   | Groepsfase   | 10.000       |
| 6 | 9 maart 1990  | Kameroen – Kenia   | 2 – 0   | Groepsfase   | 6.000        |
| 7 | 12 maart 1990 | Nigeria – Zambia   | 2 – 0   | Halve finale | 12.000       |

### African Championship of Nations
Het stadion wordt in 2023 gebruikt voor het African Championship of Nations 2022.